# Батабатская астрофизическая обсерватория
Батабатская астрофизическая обсерватория — обсерватория Нахичеванского отделения Академии наук Азербайджана.

## История
Обсерватория (БАО) основана в 1967 году как постоянная экспедиция Пулковской обсерватории и филиал обсерватории Казанского университета на горе Батабат, расположеннлй в горах Закавказья. 
После распада СССР обсерватория некоторое время оставалась практически бесхозной. С 1993 по май 2000 года станция фактически не контролировалась руководством обсерватории. Вначале руководство Шемахинской астрофизической обсерватории (ШАО) приняло меры для сохранения обсерватории, а в 1997 году БАО была взята на баланс ШАО. 
Инструменты и инфраструктура обсерватории сохранены и находятся в удовлетворительном состоянии. В 2002 году на базе Батабатской и Агдеринской станций Шемахинской астрофизической обсерватории была создана Батабатская астрофизическая обсерватория. 
С 2003 года обсерватория начала функционировать как научно-исследовательское учреждение в составе Нахичеванского отделения Академии Наук Азербайджана. 
В октябре 2007 года сдано в эксплуатацию новое здание обсерватории. Под куполом нового здания расположен телескоп Цейс-600.
4 апреля 2025 года обсерватория из подчинения Министерства науки и образования Азербайджана передана в подчинение Нахичеванского государственного университета.

## Названия обсерватории
В разных источниках данное учреждение упоминается под множеством названий, что может вводить в заблуждение о существовании других обсерваторий:
- Ордубадская экспедиция  ГАО РАН
- Ордубадская обсерватория (или обсерватория Ордубад)
- Высокогорная Ордубадской станция (Обсерватория КГУ)
- Нахичеванская станция
- Нахичеванская высокогорная станция
- Нахичеванская обсерватория
- Агдаринская астрономическая станция Пулковской обсерватории АН СССР
- Агдаринская высокогорная станция (Обсерватории КГУ)
- Агдаринская обсерватория
- Агдеринская станция Шемахинской астрофизической обсерватории
- Астрономическая экспедиция Шемахинской астрофизической обсерватории
- Батабатское отделение ШАО (БО ШАО) — филиал ШАО
- Батабатская Астрофизическая Обсерватория

## Руководители обсерватории
В 1967 году Х. И. Поттер (ГАО РАН) организовал Ордубадскую экспедицию ГАО РАН
- М. А. Мамедов (1970—1983)
- Г. А. Кязимов (1983—1990)
- Эйюб Кулиев (1990—1995) (с 1997 года директор ШАО)[3]
- Г. А. Газиев (с 1995)[4]

## Инструменты обсерватории
Инструменты:
- 530-мм внезатменный коронограф системы Прокофьева (D=530 мм, Fкуде=13000мм) — коронограф типа Лио + 8-метровый дифракционный спектрограф
- лунно-планетный менисковый телескоп (ЛПТ или LPT) Ордубадской экспедиции, спроектированный и построенный в Пулкове (F = 10 м, D = 700 мм, dполя = 30').
- Цейсс-600 — отремонтирован в Крымской лаборатории ГАИШ (совместно с КрАО), и установлен в новом здании БАО, построенным в 2007 году. Для оказания помощи местным сотрудникам в установке главного зеркала и автоматизации телескопа в БАО была направлена группа сотрудников КЛ ГАИШ под руководством В.М. Лютого.
- ФАС-3А (D/F =250/480мм) — короткофокусная зеркально-линзовая спутниковая камера установлена на общей монтировке с лунно-планетным телескопом
- широкоугольный экспедиционный астрограф для фотографирования звездного неба (F = 230 см, D = 23 см)

## Основные работы, выполненные в обсерватории
- Высокоточная астрометрия Луны с абсолютной привязкой к опорным звездам (1970—1975)
- Астрометрические наблюдения Галилеевских спутников Юпитера на Лунно-планетном телескопе (1975)
- Исследование астроклимата (1983—1985)
- Наблюдения Галилеевских спутников Юпитера (1984—1986) на Лунно-планетном телескопе
- Пробные наблюдения на Лунно-планетном телескопе спутников Марса — Фобоса и Деймоса с целью проверки теории движения этих спутников (1986)
- наблюдения 4949 ярких звезд на экспедиционном астрографе (1977—1982)
- Составление каталога южных опорных звезд (ФОКАТ-Ю) (1982г)
- Позиционные наблюдения кометы Галлея в рамках программ СОПРОГ и IHW (1985—1986) на спутниковой камере ФАС-3А
- Наблюдения на Лунно-планетном телескопе спутников Фобос и Деймос в рамках космического проекта «ФОБОС». В результате обработки полученного материала определены ареоцентрические координаты спутников и их взаимные расстояния (1988).
- Исследование кометных семейств больших планет
- Исследование вращения выбранных галактик
- Исследование спикул Солнца

## Основные достижения
- Создание карт краевой зоны Луны под руководством и при участии Н. Г. Ризванова в 1970—1975 годах было получено свыше 1000 пар астрофотографий с камерой Н. Ф. Быстрова, позволяющей проводить высокоточную астрометрию Луны с абсолютной привязкой к опорным звездам. Это единственный подобный ряд во всём мире. Точность составила 0.1 угловую секунду.
- Впервые проведена привязка селенографических координат 264 лунных кратеров путём привязки к звездам, то есть абсолютным методом.
- Высокоточные астрометрические наблюдения спутников Марса (1986, 1988)

## Известные сотрудники
- А. А. Киселёв (ГАО РАН) — проводил в обсерватории наблюдения спутников Марса и кометы Галлея